# Viktor z Alexandrie
Svatý Viktor z Alexandrie byl poustevník (eremita) neznámého severoafrického původu, který přišel původně do Alexandrie pracovat. Později odešel jako eremita do pouště. Jako mučedník byl umučen pro víru ve 4. století v egyptské Alexandrii, a to spolu se svými druhy, svatými Basilou z Alexandrie a Adriem z Alexandrie. Někdy bývá pro nedostatek pramenů zaměňován s franským světcem Viktorem z Auxerre.

## Úcta
Nejméně od 11. století je doloženo jeho uctívání zejména ve Středomoří, na Balkáně a v Byzanci. 
Jeho svátek se slaví 17. května.